# Alejandro Solarte
Alejandro Solarte (21 de septiembre de 2001) es un deportista colombiano que compite en saltos de plataforma. Ganó una medalla de bronce en los Juegos Panamericanos de 2023, en la prueba sincronizada.

## Palmarés internacional
| Juegos Panamericanos | Juegos Panamericanos | Juegos Panamericanos | Juegos Panamericanos   |
| Año                  | Lugar                | Medalla              | Prueba                 |
| -------------------- | -------------------- | -------------------- | ---------------------- |
| 2023                 | Santiago (Chile)     | Medalla de bronce    | Plataforma 10 m sincro |